# Olive (software)
Olive es un software libre y de código abierto de edición de video para Linux,  Windows y macOS. Está actualmente en versión alfa.
Está escrito en C++ y utiliza Qt para su interfaz gráfica, FFmpeg para sus funciones multimedia, la biblioteca OpenImageIO, OpenColorIO para administración de color y CMake sistema de complexión para configurar.
El plan del equipo de desarrollo es combinar la gestión completa del color, una renderización rápida y de alta fidelidad, composición basada en nodos y mezcla de audio, y una caché de disco automatizada altamente eficiente, todo junto en un solo programa. Según el equipo de desarrollo, todo este lote de funciones es uno "que ningún otro NLE, ni siquiera comercial, ha intentado hacer".

## Historia
Olive 0.1 estuvo en desarrollo durante un año antes de su publicación. El autor original dijo que el programa en sí era su primer C++ y su primer proyecto de programación a gran escala. Debido a ser inexperto, el autor dice que se cometieron muchos errores de programación y manejo de video. Dado que la base de código de 0.1 no permitía características planificadas y debido a que el equipo de desarrollo vio que la "base de código estaba llena de problemas que lo hacían insostenible", el programa tuvo que ser reescrito desde cero.
La versión 0.2 está planeada para proporcionar la base sólida para las características previstas. Aunque 0.2 no está oficialmente publicado todavía, pueden ser descargadas versiones no oficiales y probarlas. Es también planeado para añadir soporte para OpenTimelineIO.
La lejana versión 0.3 está planificada para mejorar las funciones de gestión de proyectos, lo que permite a los usuarios almacenar previamente en caché solo las partes del video necesarias. También se planea mejorar la integración de múltiples proyectos facilitando el trabajo colaborativo, así como mejorar la canalización de renderizado para permitir que varias computadoras trabajen juntas renderizando el mismo proyecto para el almacenamiento en caché de vista previa y para la exportación.

### Historial de versiones
| Leyenda: | Versión antigua | Versión antigua, con servicio técnico | Versión actual | Última versión prevista | Lanzamiento futuro |

| Versión | Fecha de lanzamiento    | Notas | Captura de pantalla |
| ------- | ----------------------- | --- | ------------------- |
| 0.1     | 2 de mayo de 2019       | Primer lanzamiento                                                                                        |                     |
| 0.1.1   | 9 de julio de 2019      | |                     |
| 0.1.2   | 11 de noviembre de 2019 | |                     |
| 0.2     | Aún no publicada        | Características añadidas o mejoradas: - Node compositor - Color management using OpenColorIO - Disk cache |                     |